# Jerzy Rusek
Jerzy Rusek (ur. 9 października 1930 w Ruszczy, zm. 15 lutego 2015 w Krakowie) – polski uczony, językoznawca, slawista, bułgarysta i macedonista, wykładowca Instytutu Filologii Słowiańskiej Uniwersytetu Jagiellońskiego.

## Życiorys
Przyjęty na Uniwersytet Jagielloński w roku 1950, rozpoczął studia slawistyczne w usamodzielnionej właśnie Katedrze Filologii Słowiańskiej, ze specjalizacją bułgarską. Pracę doktorską poświęconą fleksji imiennej w średniobułgarskim tzw. Triodzie Chłudowa obronił w roku 1963, habilitację uzyskał w 1983 roku. Sprawował funkcję najpierw prodziekana (1969–1971), a potem dziekana (1971-1978) Wydziału Filologicznego UJ. Był członkiem wielu komisji PAN i PAU.
W 1989 uzyskał tytuł profesora nauk humanistycznych, tytuł profesora zwyczajnego otrzymał w roku 1996. Został wyróżniony doktoratem honoris causa Uniwersytetu im. św. Klemensa Ochrydskiego w Sofii i Uniwersytetu im. św. Paisjusza Chilendarskiego w Płowdiwie (1998).
Według dokumentów zgromadzonych przez Instytut Pamięci Narodowej Jerzy Rusek był konsultantem Służby Bezpieczeństwa o pseudonimie Czech.
Napisał trzy książki i ponad 250 artykułów z dziedziny językoznawstwa historycznego a także redagował kilka tomów zbiorowych.
Odznaczony Krzyżem Kawalerskim Orderu Odrodzenia Polski, Złotym Krzyżem Zasługi i Medalem Komisji Edukacji Narodowej.
Pochowany na Cmentarzu Rakowickim w Krakowie (cmentarzu wojskowym przy ul. Prandoty).
W 2024 r. odznaczony pośmiertnie Medalem Zasługi Republiki Macedonii Północnej.